# 円成院 (小平市)
円成院（えんじょういん）は、東京都小平市にある黄檗宗の寺院。

## 歴史
1705年（宝永2年）、矢沢大堅の開基である。大堅は江戸時代初期に渡来した禅宗系新宗派「黄檗宗」に帰依し、出身地である武蔵国多摩郡上谷保村（現・東京都国立市谷保）に寺を創建した。
その後、大堅は新田開発に着手、当地を開拓した。そしてこの新田に黄檗宗の信仰を根付かせるべく、1727年（享保12年）に現在地に移転した。
現在の本堂は1952年（昭和27年）に改築されたものであるが、柱や鴨居などは創建当初のものを再利用しているという。

## 交通アクセス
- 花小金井駅より徒歩6分。